# Eparchia di Blagoveščensk

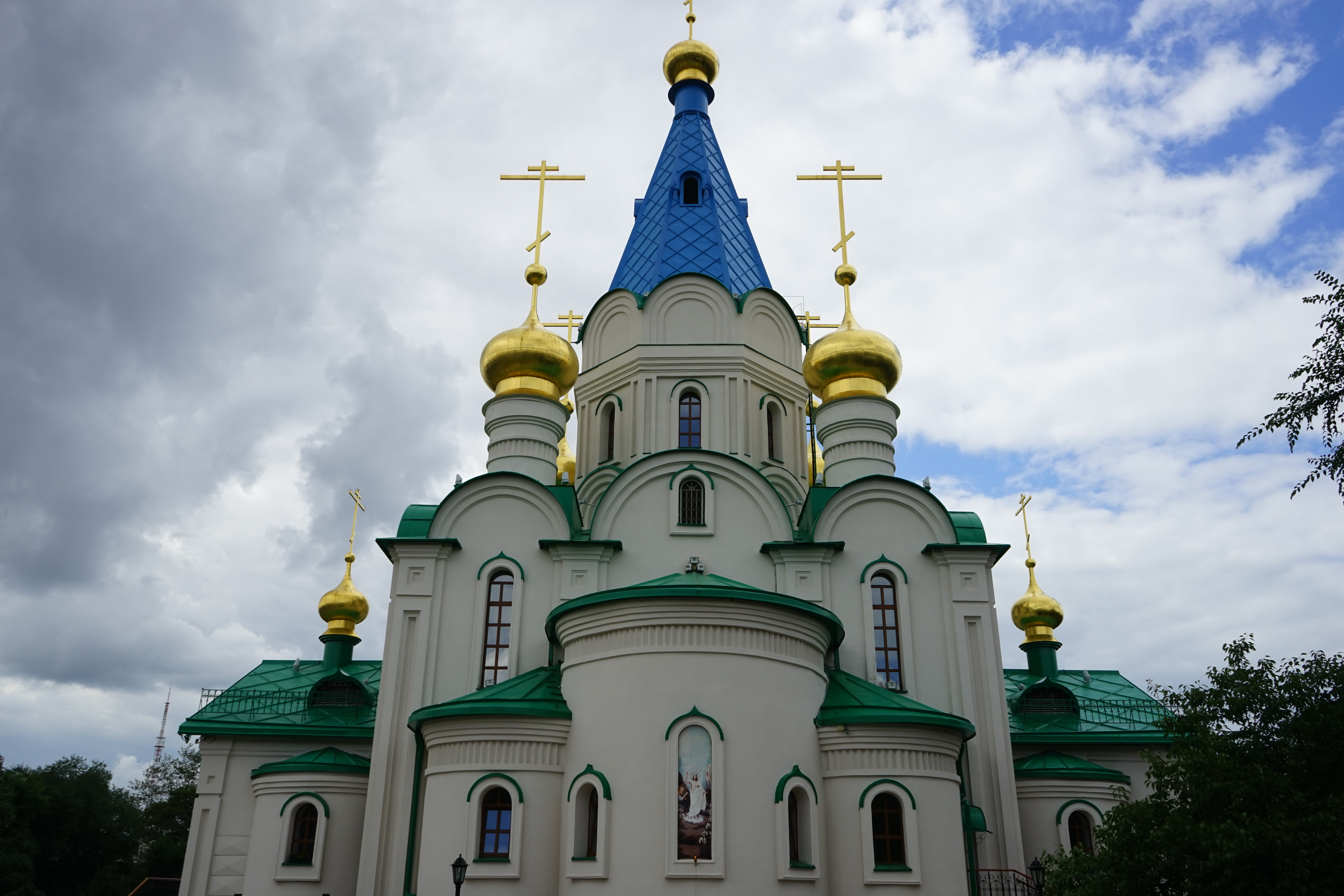
La cattedrale dell'Annunciazione di Blagoveščensk.

L'eparchia di Blagoveščensk (in russo Благовещенская епархия?) è una diocesi della Chiesa ortodossa russa.

## Territorio
L'eparchia comprende l'oblast' dell'Amur nel circondario federale dell'Estremo Oriente.
Sede eparchiale è la città di Blagoveščensk, dove si trova la cattedrale dell'Annunciazione.
L'eparca ha il titolo ufficiale di «eparca di Blagoveščensk e Tynda».

## Storia
L'eparchia è stata eretta nel 1858 e nel 1899 cedette una porzione di territorio a vantaggio dell'erezione dell'eparchia di Vladivostok. Durante il regime sovietico, a causa delle persecusioni la diocesi rimase vacante e di fatto fu soppressa. La sede è stata restaurata dal Santo Sinodo della Chiesa ortodossa russa il 28 dicembre 1993, ricavandone il territorio dall'eparchia di Chabarovsk.